# III Concilio de Letrán
El Tercer Concilio Lateranense se celebró en Roma, teniendo como sede la Basílica de San Juan de Letrán, y desarrollándose en tres sesiones durante el mes de marzo de 1179. Está considerado por la Iglesia católica como el XI Concilio Ecuménico, y el tercero de los celebrados en Occidente.

## Temas tratados
Fue convocado por el papa Alejandro III y como fruto de sus tres sesiones se promulgaron 27 cánones en los que se legisló sobre las siguientes cuestiones:
- En la elección papal sólo participaran cardenales, siendo necesarios para una elección válida el voto de al menos dos tercios de los electores. Si se proclamase Papa un candidato sin dicha mayoría, tanto él como sus partidarios serían condenados a la excomunión (Canon 1).
- La anulación de las ordenaciones realizadas por los antipapas Víctor IV, Pascual III y Calixto III.
- Establecer la edad mínima de treinta años para ser consagrado obispo, y de 25 años para acceder a funciones pastorales (Canon 3).
- La regulación del tren de vida de los prelados (Canon 4).
- La prohibición de ordenar clérigos sin los correspondientes medios de subsistencia (Canon 5).
- La prohibición de exigir pago por dar la bendición, administrar los sacramentos o enterrar a los difuntos (Canon 7). Es decir, la prohibición de la simonía.
- La revocación a las órdenes militares de los Templarios y de los Hospitalarios de la observación de regulaciones canónicas (Canon 9).
- La prohibición de aceptar, mediante pago, nuevos miembros en los monasterios, condenando al que lo hubiera admitido con la privación del cargo (Canon 10).
- La prohibición a los clérigos de que recibieran a las mujeres en sus casas, o para frecuentar los monasterios de monjas (Canon 11). Es decir, prohibición del nicolaísmo.
- El establecimiento en cada iglesia catedral de un beneficio que permita un maestro encargado de la enseñanza gratuita de los clérigos y a los estudiantes pobres (Canon 18).
- La excomunión para los que recibieron contribuciones en las iglesias y de los clérigos sin el consentimiento del clero (Canon 19).
- La prohibición de los torneos (Canon 20).
- La prohibición de facilitar armas a los sarracenos bajo pena de excomunión (Canon 24).
- La exhortación a la cruzada contra los albigenses y excomunión a los valdenses (Canon 27).